# Nikenike Vurobaravu
Nikenike Vurobaravu (Vanuatu, 3 de diciembre de 1951) es un diplomático y político vanuatuense, que se desempeña como presidente de Vanuatu desde el 23 de julio de 2022. Anteriormente ocupó numerosos cargos diplomáticos y gubernamentales, incluso como el primer Alto Comisionado residente en Fiyi, fue elegido presidente durante la octava vuelta de las Elecciones presidenciales de Vanuatu de 2022 en julio de dicho año, Es miembro del partido político Vanua'aku Pati (VP).

## Biografía
Vurobaravu está casado con Rima Vurobaravu.
Recibió una licenciatura en Artes de la Universidad del Pacífico Sur (USP) en Fiji en 1977. Vurobaravu también obtuvo su Maestría en Artes en estudios diplomáticos de la Universidad de Westminster en el Reino Unido en 1993. Se especializó en cooperación para el desarrollo, análisis de política exterior y gestión de misiones diplomáticas mientras estudiaba en la Universidad de Westminster.
Vurobaravu se desempeñó como coordinador del Programa de Reforma Integral de Vanuatu para el Banco Asiático de Desarrollo. También se desempeñó como asesor político en la Oficina del Primer Ministro de 2008 a 2010.
En febrero de 2014, Vurobaravu fue nombrado Alto Comisionado de Vanuatu en Fiji, convirtiéndose en el primer Alto Comisionado residente del país en residir en Suva en la historia. Sin embargo, el gobierno de entonces lo llamó a Vanuatu en 2015. El 12 de octubre de 2017, el presidente de Vanuatu, Tallis Moses Obed, nombró a Vurobaravu para un segundo mandato como Alto Comisionado en Fiji. Vurobaravu presentó sus credenciales al presidente de Fiji, Jioji Konrote, el 14 de noviembre de 2017.